# Инбанума
Инбанума (Инба, Имба-Нума; яп. 印旛沼) — пресноводное озеро на востоке центральной части японского острова Хонсю. Располагается на территории префектуры Тиба. Входит в состав префектурного природного парка Инба-Тега.
Инбанума представляет собой эвтрофное озеро, находящееся на высоте 1 м над уровнем моря в восточной части равнины Канто. До 1950-х годов акватория озера имела W-образную форму площадью около 29 км². В 1960-х годах озеро было существенно преобразовано с целью предотвращения наводнений и улучшения сельскохозяйственной обстановки. Ныне Инбанума состоит из двух частей, соединяемых каналами. Площадь озера составляет 8,9 км², глубина достигает 1,8 м. Протяжённость береговой линии — 44 км. Западная часть Инбанума через реку сообщается с Токийским заливом, северная часть — с рекой Тоне.